# HCoV-HKU1
Ljudski koronavirus HKU1 (HCoV-HKU1) vrsta je koronavirusa koja potječe od zaraženih miševa. Kod ljudi, infekcija rezultira bolešću gornjih dišnih putova sa simptomima prehlade, ali može preći u upalu pluća i bronhiolitis. Prvi put je otkriven u siječnju 2005. kod dvoje pacijenata u Hong Kongu.
HCoV-HKU1 je prvi put identificiran u siječnju 2005., kod 71-godišnjaka koji je hospitaliziran s akutnim respiratornim distresom i radiolografski potvrđenom bilateralnom pneumonijom. Muškarac se nedavno vratio u Hong Kong iz kineskog grada Shenzhen.

## Virologija
HCoV-HKU1 je jedan od sedam poznatih koronavirusa koji inficiraju ljude, uključujući HCoV-229E, HCoV-NL63, HCoV-OC43, MERS-CoV, izvorni SARS-CoV (ili SARS-CoV-1) i SARS-CoV-2.
Woo i suradnici nisu bili uspješni u svojim pokušajima rasta stanične linije iz HCoV-HKU1, ali uspjeli su dobiti kompletnu genomsku sekvencu. Filogenetska analiza pokazala je da je HKU1 najbliže srodnom mišjem virusu hepatitisa (MHV), te se u tom pogledu razlikuje od ostalih poznatih humanih betakoronavirusa, poput HCoV-OC43.